# Harumi Kori
Harumi Kori (郡 晴己, Kori Harumi, 17 augustus 1953) is een Japans voormalig voetballer en voetbaltrainer.

## Carrière
In 1985 werd Kori coach van Kawasaki Steel, de voorloper van Vissel Kobe. In 1985 behaalde de ploeg in de Japanese Regional Leagues het kampioenschap en kreeg derhalve toestemming om toe te treden tot de Japan Soccer League. Tussen 1985 en 1991/92 trainde hij Kawasaki Steel. Kori werd nadien opnieuw trainer van de Kawasaki Steel in 1993 en 1994. In oktober 1998 nam hij het roer over van de opgestapte Benito Floro als trainer.